# Wyandra
Wyandra is een plaats in de Australische deelstaat Queensland en telt 116 inwoners (2006).